# Joaquim Amaral

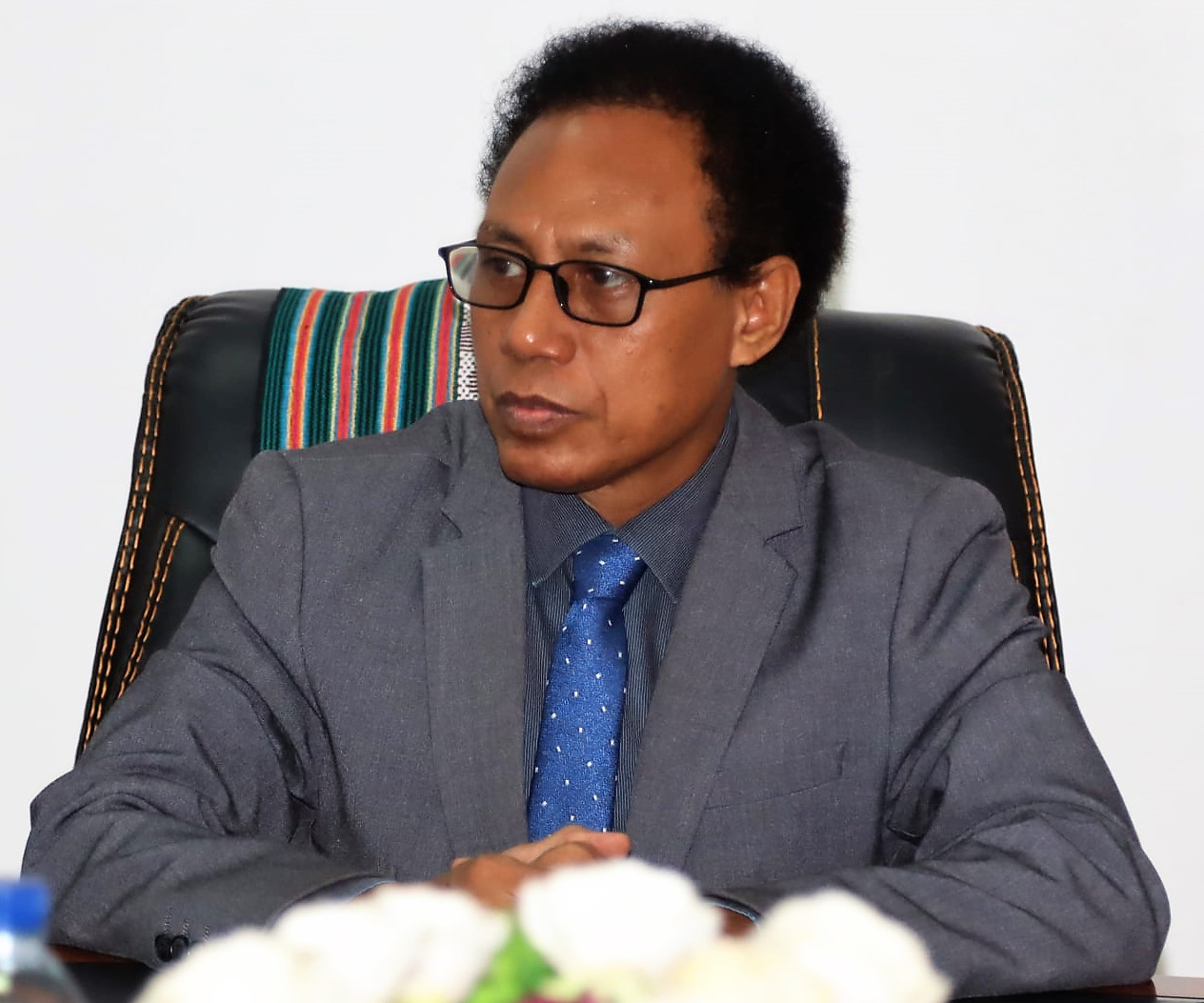
Minister Amaral (2022)

Joaquim Amaral (* 17. Juni 1968 in Viqueque, Portugiesisch-Timor) ist ein Diplomat und Politiker aus Osttimor. Er ist Mitglied der FRETILIN.

## Werdegang

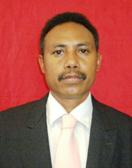
Joaquim Amaral (2001)

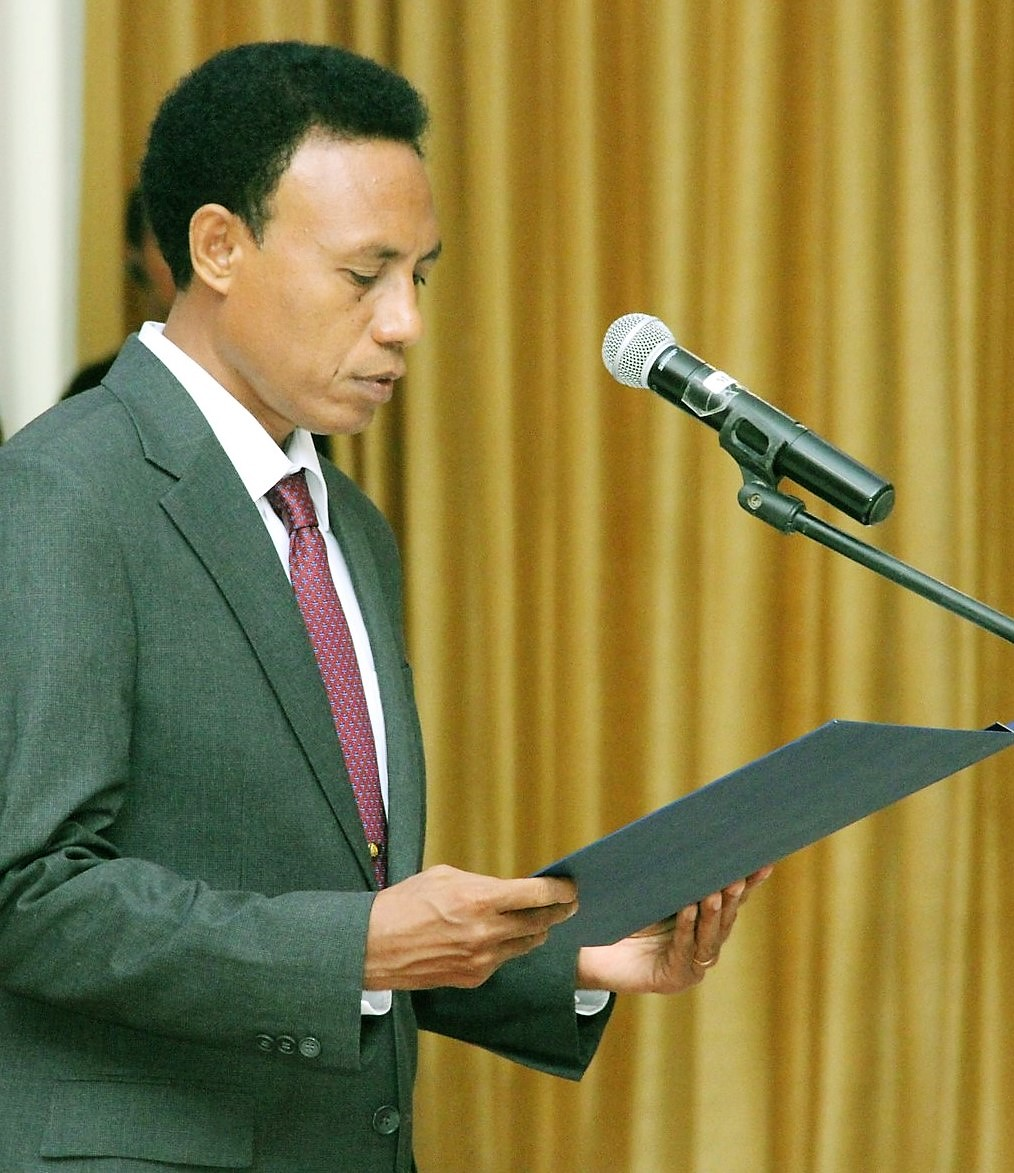
Joaquim Amaral erhält seine Akkreditierung als osttimoresischer Botschafter in Thailand

Amaral hat ein Landwirtschaftsstudium absolviert. Er ist Generalsekretär der Associação das Arquitetos de Timor-Leste (ART), Direktor der Forte Group und Administrator von Funuman PT Ltd. Amaral war zunächst von 2001 bis 2007 Mitglied des Nationalparlament Osttimors. Mitglied der Kommission G (Kommission für Infrastruktur). Nach den Neuwahlen 2007 rückte er erst am 21. August 2007, einen Monat nach der ersten Sitzung des Parlaments nach. In seiner zweiten Legislaturperiode gehörte er zur Kommission für Infrastruktur und Soziale Einrichtungen (Kommission G).
Am 19. November 2015 wurde Amaral zum neuen Botschafter Osttimors in Thailand ernannt. Er folgte damit João Câmara. 2020 endete Amarals Amtszeit in Bangkok.
Mit dem Wechsel in der Regierungskoalition und der Aufnahme der FRETILIN in die VIII. Regierung wurde Amaral am 29. Mai 2020 zum koordinierenden Minister für wirtschaftliche Angelegenheiten MCAE (portugiesisch Ministro Coordenador dos Assuntos Económicos) vereidigt. Das Ministeramt hatte er bis zum Ende der Legislaturperiode am 30. Juni 2023 inne.